# ريشي كابور
ريشي كابور (مواليد 4 سبتمبر 1952 - 30 أبريل 2020) ممثل ومنتج ومخرج هندي، ولد في مدينة مومباي في عام 1952، نال البطولة الأولى في السينما في عام 1973 من خلال فيلم Bobby مع ديمبل كاباديا، ومنذ ذلك الوقت وحتى عام 2000، أضحى ريشي كابور بطلا لأكثر من 90 فيلمًا رومانسيًا، منها: (Amar Akbar Anthony، Deewana، Aa Ab Laut Chalen)، ومن بعد عام 2000، صار ريشي كابور يعمل أكثر مع الأدوار المساعدة.
حصل على جائزة الفيلم الوطني لدوره الأول وظهور كطفل في فيلم والده راج كابور ميرا نام جوكر (1970).

## وفاته
توفي يوم الخميس 30 أبريل 2020 عن عمر ناهز 67 سنة بمدينة مومباي بعد صراع طويل مع المرض.

## وصلات خارجية
- ريشي كابور على موقع IMDb (الإنجليزية)
- ريشي كابور على موقع ألو سيني (الفرنسية)
- ريشي كابور على موقع ميوزك برينز (الإنجليزية)
- ريشي كابور على موقع أول موفي (الإنجليزية)
- ريشي كابور على موقع قاعدة بيانات الفيلم (الإنجليزية)
- ريشي كابور على موقع كينوبويسك (الروسية)